# Alloscirtetica lanosa
Alloscirtetica lanosa är en biart som beskrevs av Urban 1971. Alloscirtetica lanosa ingår i släktet Alloscirtetica och familjen långtungebin. Inga underarter finns listade i Catalogue of Life.